# Cecilia Cheung
Ne doit pas être confondu avec Cecilia Chung.
Pour les articles homonymes, voir Cheung.
Cecilia Cheung, de son vrai nom Cheung Pak-chi (張栢芝, née le 24 mai 1980) est une actrice et chanteuse hongkongaise. Elle connaît une célébrité immédiate dès son premier film pour son rôle dans King of Comedy (1999) de Stephen Chow et est donc considérée comme une « fille de Sing ». Sa carrière est ensuite fulgurante, jouant dans des productions de plus en plus importantes et remportant le Hong Kong Film Award de la meilleure nouvelle actrice dès 1999 pour Fly Me to Polaris (en), puis le Hong Kong Film Award de la meilleure actrice pour Lost in Time (en) (2003). Elle tient également des rôles principaux dans des productions sud-coréennes et chinoises, mais sa carrière est quelque peu ébranlée en 2008 par le cyberscandale Edison Chen lorsque des photos très explicites d'elle avec l'acteur Edison Chen sont publiées en ligne.

## Biographie
Cheung est née à Man Wah Sun Chuen (en) dans le quartier de Jordan. Ses parents divorcent quand elle a neuf ans et elle est envoyée vivre avec sa tante à Melbourne à l'âge de quatorze ans où elle est scolarisée à la Camberwell Girls Grammar School (en). Elle a une demi-sœur aînée, deux frères cadets et un demi-frère cadet du côté de son père.

## Carrière

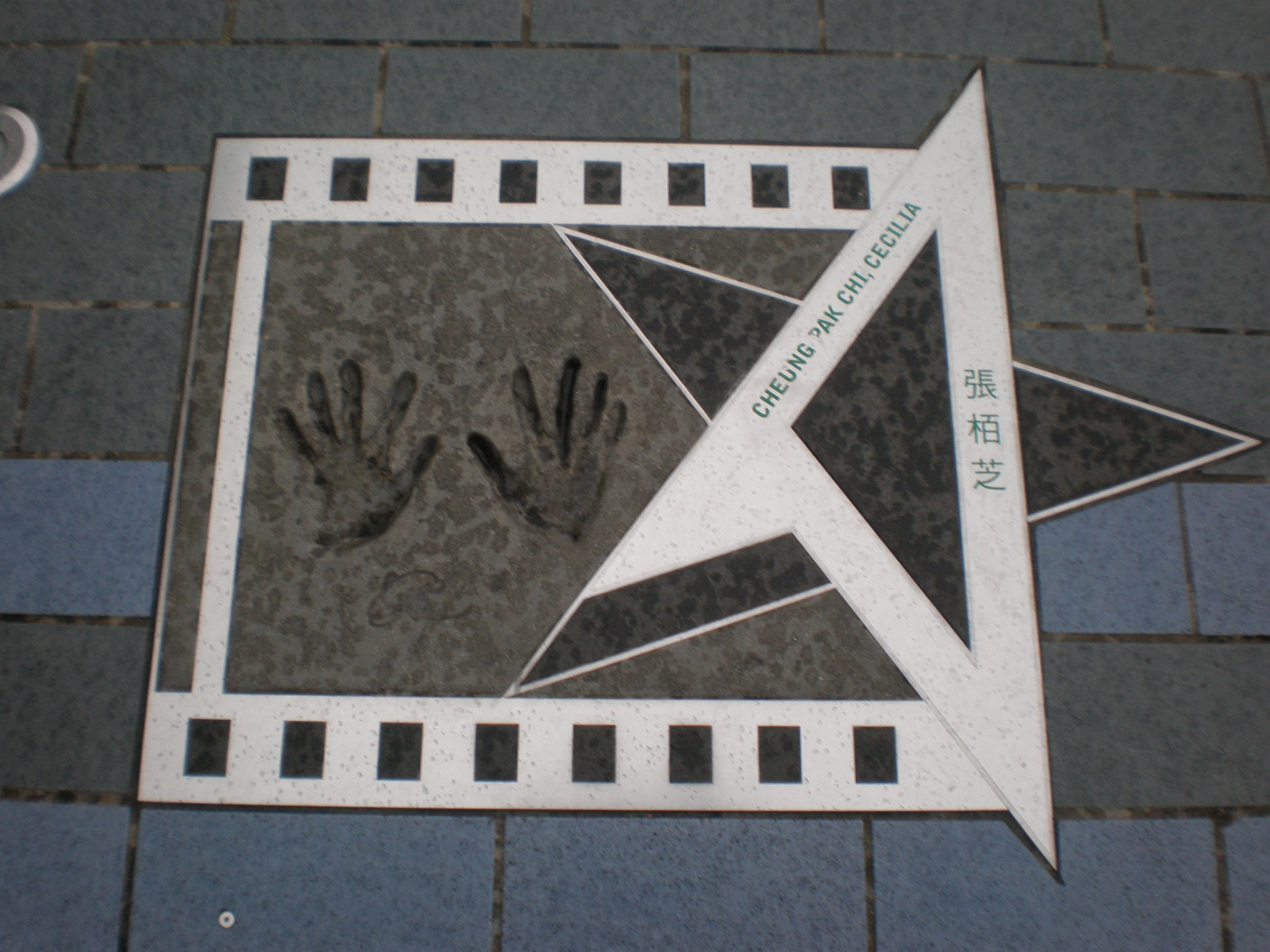
Empreintes de mains et autographe de Cecilia Cheung sur l'Avenue des Stars.

Sa carrière commence en 1998 quand elle joue dans une publicité pour du thé au citron. Elle attire l'attention de Stephen Chow qui lui propose de tenir le rôle d'une jeune hôtesse de bar dans son film King of Comedy (1999). Il devient le plus grand succès hongkongais au box-office de l'année et fait de Cheung une célébrité à Hong Kong. Elle apparaît ensuite dans Fly Me to Polaris (en) (1999) pour lequel elle remporte le prix de la nouvelle meilleure actrice aux Hong Kong Film Awards,,. Elle chante également le thème musical du film et augmente ainsi sa popularité avec ses talents de chanteuse. La même année, elle lance sa carrière de chanteuse avec son premier album de cantopop : Any Weather.
Cheung tente de percer en Corée du Sud avec Failan (2001) où elle joue aux côtés de Choi Min-sik. Le film lui vaut une nomination au Grand Bell Award de la meilleure actrice. Elle joue ensuite dans la comédie chinoise The Lion Roars (en) (2002) où elle impressionne le public par son interprétation d'une héroïne indépendante et courageuse et remporte le prix de l'actrice la plus populaire aux Chinese Film Media Awards (en).
Pour la comédie romantique Lost in Time (en) (2003) de Derek Yee, Cheung remporte le Hong Kong Film Award de la meilleure actrice. Elle joue une jeune femme ayant perdu son fiancé dans un accident de la circulation et devient une mère célibataire qui a du mal à joindre les deux bouts,. Elle remporte également le prix de la meilleure actrice aux Hong Kong Film Critics Society Awards pour sa prestation dans Running on Karma (2003).
Elle retrouve Derek Yee pour le thriller policier One Nite in Mongkok (2004) où elle joue une prostituée qui rencontre un assassin (joué par Daniel Wu). Elle est nommée au Hong Kong Film Award de la meilleure actrice pour la troisième fois. Elle joue aux côtés de Jang Dong-gun dans le film épique Wu ji, la légende des cavaliers du vent (2005), une production asiatique au budget de 30 millions US$ réalisée par Chen Kaige et qui est choisie pour représenter la Chine aux Oscars.

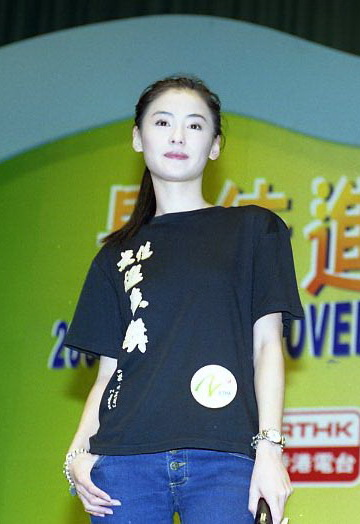
Cécilia Cheung en 2009.

Cheung participe ensuite à son premier projet à la télévision en jouant la légendaire chanteuse Zhou Xuan dans The Wandering Songstress (2008). Elle rapporte avoir été payée 200 000 yuans par épisode pour ce drama,.
Après une pause de 5 ans au cinéma, elle fait son retour avec la comédie All's Well, Ends Well 2011, qui est cependant un échec critique et commercial,,,. Elle reçoit le prix de l'actrice la plus décevante aux Golden Broom Awards pour ses rôles dans Legendary Amazons (en) et Treasure Hunt.
Cheung a gagné 70 millions HK$ en 2014, se classant au neuvième rang des dix plus hauts revenus des célébrités (du divertissement) de Hong Kong de l'année.

## Vie privée
Cheung se marie secrètement avec l'acteur Nicholas Tse aux Philippines en septembre 2006. Elle donne naissance à un garçon en août 2007 puis à un second garçon en mai 2010.
Le 23 août 2011, le couple annonce publiquement leur divorce et qu'ils se partageront la garde de leurs deux fils.
En novembre 2018, Cheung donne naissance à son troisième fils, comme annoncé dans un post sur Weibo depuis son studio, mais sans révéler l'identité du père.

## Incidents

### Incident des menaces des triades de 1999
En 1999, son père membre d'une triade, et surnommé le « courageux barbu » ou « Yung le barbu », a un différend avec une triade rivale. Cheung reçoit alors des menaces de viol et de mort alors qu'elle est encore relativement nouvelle dans l'industrie cinématographique.

### Cyberscandale Edison Chende 2008
En janvier et février 2008, de nombreuses photos à caractère sexuels de Cheung avec l'acteur Edison Chen sont publiées en ligne. Le scandale implique également Gillian Chung et Bobo Chan.

## Filmographie

### Cinéma
- 1999 : King of Comedy
- 1999 : Fly Me to Polaris
- 1999 : The Legend of Speed
- 2000 : Help !!!
- 2000 : Tokyo Raiders
- 2000 : Twelve Nights
- 2001 : Wu Yen
- 2001 : Master Q 2001
- 2001 : Everyday Is Valentine
- 2001 : Failan
- 2001 : Shaolin Soccer
- 2001 : Para Para Sakura
- 2001 : La Légende de Zu
- 2002 : The Lion Roars
- 2002 : Second Time Around
- 2002 : Mighty Baby
- 2003 : Honesty
- 2003 : Cat and Mouse
- 2003 : Love Under the Sun
- 2003 : Running on Karma
- 2003 : Lost in Time
- 2004 : Fantasia
- 2004 : Sex and the Beauties
- 2004 : PaPa Loves You
- 2004 : One Night in Mongkok
- 2004 : The White Dragon
- 2005 : Himalaya Singh
- 2005 : Wu ji, la légende des cavaliers du vent
- 2006 : The Shopaholics
- 2006 : My Kung Fu Sweetheart
- 2006 : The 601st Phone Call
- 2011 : All's Well, Ends Well 2011
- 2012 : Dangerous Liaisons
- 2017 : Out of Control

### Télévision
- 2008 : The Wandering Songstress : Zhou Xuan
- 2018 : Love Won't Wait : Wan Jialing

## Discographie
- 1999 : No Matter How The Weather...Cloudy, Rainy Or Sunny (EP)
- 1999 : Destination
- 2000 : A Brand New Me
- 2000 : Cecilia Cheung Mandarin Album
- 2001 : Cecilia Cheung New & Best Collection
- 2001 :  Party All the Time (Remix Album)
- 2001 : Brand New Image
- 2002 : Real Me
- 2003 : Colour of Lip (New + Best Collection)
- 2005 :  C1

## Distinctions
- Nomination au prix de la meilleure actrice, lors des Golden Bauhinia Awards 2000 pour Fly Me to Polaris.
- Nomination au prix de la meilleure actrice, lors des Hong Kong Film Awards 2000 pour Fly Me to Polaris.
- Nomination au prix de la meilleure actrice débutante, lors des Hong Kong Film Awards 2000 pour Le Roi de la comédie.
- Nomination au prix de la meilleure chanson (Fly Me To Polaris), lors des Hong Kong Film Awards 2000 pour Fly Me to Polaris.
- Prix de la meilleure actrice débutante, lors des Hong Kong Film Awards 2000 pour Fly Me to Polaris.
- Prix de la meilleure actrice, lors des Golden Bauhinia Awards 2004 pour Lost in Time.
- Nomination au prix de la meilleure actrice, lors des Hong Kong Film Awards 2004 pour Running on Karma.
- Nomination au prix de la meilleure chanson (Mong Liu Mong But Liu), lors des Hong Kong Film Awards 2004 pour Lost in Time.
- Prix de la meilleure actrice, lors des Hong Kong Film Awards 2004 pour Lost in Time.
- Prix de la meilleure actrice, lors des Hong Kong Film Critics Society Awards 2004 pour Running on Karma.
- Nomination au prix de la meilleure actrice, lors des Hong Kong Film Awards 2005 pour One Night in Mongkok.